# Liste der Einträge im National Register of Historic Places im Hood River County
Liste der Einträge im National Register of Historic Places im Hood River County, Oregon in das National Register of Historic Places eingetragenen Gebäude, Bauwerke, Objekte, Stätten oder historischen Distrikte.

## Auflistung
| [ 1 ] | Name                                                                | Bild                                                                | Eintragsdatum                                 | Lage                                                                                 | Ort                      | Beschreibung                                                                                                   |
| ----- | ------------------------------------------------------------------- | ------------------------------------------------------------------- | --------------------------------------------- | ------------------------------------------------------------------------------------ | ------------------------ | --- |
| 1     | Barlow Road                                                         | Barlow Road                                                         | 13. Apr. 1992 ID-Nr. 92000334                 | Mount Hood National Forest 45° 13′ 50,3″ N, 121° 34′ 46,9″ W                         | Government Camp          | Historische Mautstraße auf dem Oregon Trail ab 1846 für Siedler von The Dalles und Oregon City über Mount Hood |
| 2     | Butler Bank                                                         | Butler Bank                                                         | 27. Jan. 2000 ID-Nr. 99001713                 | 301 Oak Ave. 45° 42′ 31,1″ N, 121° 30′ 48,8″ W                                       | Hood River               | Erbaut 1924 |
| 3     | Cascade Locks Marine Park                                           | Cascade Locks Marine Park                                           | 15. Mai 1974 ID-Nr. 74001686                  | 427 SW Portage Rd. 45° 40′ 9,4″ N, 121° 53′ 43,4″ W                                  | Cascade Locks            | |
| 4     | Cascade Locks Work Center                                           | Cascade Locks Work Center                                           | 11. Apr. 1986 ID-Nr. 86000829                 | Herman Creek Road 45° 40′ 54,8″ N, 121° 50′ 41,3″ W                                  | Cascade Locks            | |
| 5     | Cliff Lodge                                                         | Cliff Lodge                                                         | 2000 ID-Nr. 00000445                          | 3345 Cascade Avenue 45° 42′ 35,5″ N, 121° 32′ 42,7″ W                                | Hood River               | |
| 6     | Cloud Cap Inn                                                       | Cloud Cap Inn                                                       | 1974 ID-Nr. 74001687                          | Nordöstlich von Mt. Hood im Mt. Hood National Forest 45° 24′ 14,6″ N, 121° 39′ 16″ W | Mount Hood               | |
| 7     | Cloud Cap – Tilly Jane Recreation Area Historic District            | Cloud Cap – Tilly Jane Recreation Area Historic District            | 1981 ID-Nr. 81000485                          | Parkdale 45° 24′ 34,8″ N, 121° 38′ 54,6″ W                                           | Parkdale                 | |
| 8     | Ernest S. and Clara C. Colby House                                  | Ernest S. and Clara C. Colby House                                  | 2000 ID-Nr. 00000804                          | 1219 Columbia Street 45° 42′ 35,3″ N, 121° 31′ 27,9″ W                               | Hood River               | |
| 9     | Columbia Gorge Hotel                                                | Columbia Gorge Hotel                                                | 1979 ID-Nr. 79003736                          | 4000 Westcliff Drive 45° 42′ 42,1″ N, 121° 33′ 15,5″ W                               | Hood River               | Erbaut 1921 |
| 10    | Columbia River Highway Historic District                            | Columbia River Highway Historic District                            | 1983 ID-Nr. 83004168                          | Südufer des Columbia River 45° 42′ 24,6″ N, 121° 34′ 54,7″ W                         | -                        | Erbaut 1922 |
| 11    | Simpson Copple House                                                | Simpson Copple House                                                | 1987 ID-Nr. Copple House Simpson Copple House | 911 Montello Avenue 45° 42′ 18,8″ N, 121° 31′ 13,5″ W                                | Hood River               | |
| 12    | Davidson–Childs House                                               | Davidson–Childs House                                               | 1989 ID-Nr. 9001864                           | 725 Oak Street 45° 42′ 30,9″ N, 121° 31′ 6,6″ W                                      | Hood River               | Erbaut ca. 1904                                                                                                |
| 13    | Edward J. DeHart House                                              | Edward J. DeHart House                                              | 1990 ID-Nr. 90000276                          | 3820 Westcliff Drive 45° 42′ 46,7″ N, 121° 32′ 50,3″ W                               | Hood River               | |
| 14    | John C. Duckwall House                                              | John C. Duckwall House                                              | 1989 ID-Nr. 89000512                          | 811 Oak Street 45° 42′ 30,8″ N, 121° 31′ 10,7″ W                                     | Hood River               | |
| 15    | First National Bank of Hood River                                   | First National Bank of Hood River                                   | 2006 ID-Nr. 05001555                          | 304 Oak Street 45° 42′ 32,6″ N, 121° 30′ 48,8″ W                                     | Hood River               | Erbaut 1910 |
| 16    | Orrin B. Hartley House                                              | Orrin B. Hartley House                                              | 1989 ID-Nr. 89001860                          | 1029 State Street 45° 42′ 27,6″ N, 121° 31′ 22,7″ W                                  | Hood River               | |
| 17    | Heilbronner Block                                                   | Heilbronner Block                                                   | 2006 ID-Nr. 05001554                          | 110–118 3rd Street 45° 42′ 33,7″ N, 121° 30′ 48,8″ W                                 | Hood River               | |
| 18    | Martin and Carrie Hill House                                        | Martin and Carrie Hill House                                        | 2007 ID-Nr. 07000760                          | 2265 Highway 35 45° 39′ 28,4″ N, 121° 30′ 47,1″ W                                    | Hood River               | Erbaut 1910 |
| 19    | Hood River County Library and Georgiana Smith Park                  | Hood River County Library and Georgiana Smith Park                  | 1998 ID-Nr. 98000605                          | 502 State Street 45° 42′ 29,5″ N, 121° 30′ 55,4″ W                                   | Hood River               | Erbaut 1935 |
| 20    | Hood River High School                                              | Hood River High School                                              | 1999 ID-Nr. 99000534                          | 1602 May Street 45° 42′ 14,6″ N, 121° 31′ 43″ W                                      | Hood River               | heute Hood River Middle School, ehem. Hood River High School                                                   |
| 21    | I.O.O.F. – Paris Fair Building                                      | I.O.O.F. – Paris Fair Building                                      | 1990 ID-Nr. 90001598                          | 315 Oak Street 45° 42′ 31,2″ N, 121° 30′ 50,9″ W                                     | Hood River               | |
| 22    | Robert and Mabel Loomis House                                       | Robert and Mabel Loomis House                                       | 1990 ID-Nr. 90001599                          | 1100 State Street 45° 42′ 29,8″ N, 121° 31′ 22,9″ W                                  | Hood River               | |
| 23    | Mount Hood Hotel Annex                                              | Mount Hood Hotel Annex                                              | 1994 ID-Nr. 93001511                          | 102–108 Oak Street 45° 42′ 32,6″ N, 121° 30′ 41,5″ W                                 | Hood River               | |
| 24    | Mount Hood Railroad Linear Historic Distric                         | Mount Hood Railroad Linear Historic Distric                         | 1994 ID-Nr. 93001507                          | 45° 36′ 25,1″ N, 121° 34′ 31,4″ W                                                    | Hood River nach Parkdale | |
| 25    | Mount Hood School House                                             | Mount Hood School House                                             | 1987 ID-Nr. 87000680                          | Oregon Route 35 45° 32′ 21″ N, 121° 34′ 0,5″ W                                       | Mount Hood               | |
| 26    | Lester and Hazel Murphy House                                       | Lester and Hazel Murphy House                                       | 1990 ID-Nr. 90001600                          | 1006 Sherman Avenue 45° 42′ 26,3″ N, 121° 31′ 18,3″ W                                | Hood River               | |
| 27    | Oak Grove Schoolhouse                                               | Oak Grove Schoolhouse                                               | 1979 ID-Nr. 79002062                          | 2121 Reed Road 45° 39′ 38,7″ N, 121° 35′ 10,6″ W                                     | Hood River               | |
| 28    | Oregon–Washington Railroad and Navigation Company Passenger Station | Oregon–Washington Railroad and Navigation Company Passenger Station | 1988 ID-Nr. 88001159                          | 1st Street 45° 42′ 35,5″ N, 121° 30′ 42,1″ W                                         | Hood River               | |
| 29    | Parkdale Ranger Station                                             | Parkdale Ranger Station                                             | 1986 ID-Nr. 86000822                          | 6780 Highway 35 45° 31′ 11,8″ N, 121° 35′ 25,8″ W                                    | Parkdale                 | heute United States Forest Service - Hood River Ranger District - Hood River Ranger Station                    |
| 30    | Miles B. and Eleanor Potter House                                   | Miles B. and Eleanor Potter House                                   | 1992 ID-Nr. 92001326                          | 4095 Belmont Drive 45° 41′ 34,8″ N, 121° 33′ 29,5″ W                                 | Hood River               | |
| 31    | Ries–Thompson House                                                 | Ries–Thompson House                                                 | 8. Okt. 1992 ID-Nr. 92001327                  | 4993 Baseline Road 45° 31′ 10,6″ N, 121° 35′ 56,4″ W                                 | Parkdale                 | Erbaut ca. 1900                                                                                                |
| 32    | Roe–Parker House                                                    | Roe–Parker House                                                    | 1988 ID-Nr. 88000085                          | 110 Sherman Avenue 45° 42′ 31,3″ N, 121° 31′ 8,7″ W                                  | Parkdale                 | |
| 33    | Shaw–Dumble House                                                   | Shaw–Dumble House                                                   | 1990 ID-Nr. 90001601                          | 318 9th Street 45° 42′ 26,7″ N, 121° 31′ 13,8″ W                                     | Hood River               | |
| 34    | J. E. Slade House                                                   | J. E. Slade House                                                   | 1989 ID-Nr. 89000065                          | 1209 State Street 45° 42′ 28,5″ N, 121° 31′ 25″ W                                    | Hood River               | |
| 35    | E. L. Smith Building                                                | E. L. Smith Building                                                | 1991 ID-Nr. 91000801                          | 213–215 Oak Street 45° 42′ 31,6″ N, 121° 30′ 47,5″ W                                 | Hood River               | |
| 36    | Clark Thompson House                                                | Clark Thompson House                                                | 1998 ID-Nr. 89000124                          | 22 NW Cragmont Avenue 45° 40′ 25,5″ N, 121° 53′ 2,8″ W                               | Cascade Locks            | |
| 37    | Valley Theater                                                      | Valley Theater                                                      | 1990 ID-Nr. 90000842                          | 4945 Baseline Road 45° 31′ 10,5″ N, 121° 35′ 49,2″ W                                 | Parkdale                 | |
| 38    | Waucoma Hotel                                                       | Waucoma Hotel                                                       | 1981 ID-Nr. 81000484                          | 102–108 2nd Street 45° 42′ 33,8″ N, 121° 30′ 45,5″ W                                 | Hood River               | |

## Quelle
- https://www.nationalregisterofhistoricplaces.com/or/hood+river/state.html